# Gefahrenklasse
Die Gefahrenklassen geben für Gefahrstoffe die Art der physikalischen Gefahr, die Gefahr für die menschliche Gesundheit oder die Gefahr für die Umwelt wieder. Innerhalb des Global harmonisierten Systems zur Einstufung und Kennzeichnung von Chemikalien (GHS) und der europäischen CLP-Verordnung werden die Gefahrenklassen in Gefahrenkategorien untergliedert.
Gefahrenklassen spielen auch beim Transport von Gefahrgütern über die Straße (ADR), in der Luft (DGR der IATA) und auf See (IMDG) eine Rolle (siehe Gefahrgutklasse).

## CLP (Classification, Labelling and Packaging of Substances and Mixtures)
In den folgenden Tabellen sind Gefahrenkategorien, die es zwar im GHS gibt, aber nicht in der europäischen CLP-Verordnung, farbig hervorgehoben. Zur jeweiligen Gefahrenkategorie sind die entsprechenden GHS-Piktogramme, Signalwörter, Gefahrenhinweise (H-Statements) und Sicherheitshinweise (P-Statements) zugeordnet. Die in den Spalten Gefahrenklasse angegebenen Nummern entsprechen den jeweiligen Abschnittsnummern im Anhang I der CLP-Verordnung. Zur Vereinheitlichung wird in der Verordnung (EG) Nr. 1272/2008 (CLP) für die Kodierung von Gefahrenklassen und Gefahrenkategorien ausschließlich englische Bezeichnungen verwendet. Dies stellt eine Besonderheit dar, da normalerweise alle Sprachen in der EU gleichwertig sind.
Zum Vergleich werden in den Tabellen auch die Gefahrenklassen nach dem ADR sowie die nicht mehr gültigen Einstufungen gemäß Richtlinie 67/548/EWG angegeben. Die direkte Umwandlung aus der alten Kennzeichnung nach Richtlinie 67/548/EWG (DSD) oder nach Richtlinie 1999/45/EG (Zubereitungsrichtlinie) (DPD) in die neue Kennzeichnung nach Verordnung (EG) Nr. 1272/2008 (CLP) ist nur in den wenigsten Fällen möglich, da die Einstufungs- und Prüfkriterien teilweise voneinander abweichen.

### GHS Piktogramm
Die Piktogramme bestehen aus zwei Teilen, dem Symbol und der roten rautenförmigen (diamond shape) Umrandung.
Die Piktogramme unter GHS/CLP sind wie folgt kodiert und bezeichnet:
|                     |        |                         |            |            |                                  |                  |                     |        |
| GHS01               | GHS02  | GHS03                   | GHS04      | GHS05      | GHS06                            | GHS07            | GHS08               | GHS09  |
| explodierende Bombe | Flamme | Flamme über einem Kreis | Gasflasche | Ätzwirkung | Totenkopf mit gekreuzten Knochen | Ausrufe- zeichen | Gesundheits- gefahr | Umwelt |

Anmerkung: In Artikel 26 der Verordnung ist eine Rangfolgeregelung für Gefahrenpiktogramme festgelegt, die die Anzahl der Piktogramme auf dem Etikett verringert:
1. Würde die Einstufung eines Stoffes oder Gemisches mehr als ein Gefahrenpiktogramm auf dem Kennzeichnungsetikett nach sich ziehen, wird folgende Rangfolgeregelung angewendet, um die Zahl der erforderlichen Gefahrenpiktogramme zu verringern:
  - Muss mit dem Gefahrenpiktogramm „GHS01“ gekennzeichnet werden, so ist die Verwendung der Gefahrenpiktogramme „GHS02“ und „GHS03“ mit Ausnahme der Fälle, in denen mehr als eines dieser Gefahrenpiktogramme verbindlich ist, optional.
  - Muss mit dem Gefahrenpiktogramm „GHS06“ gekennzeichnet werden, so wird auf das Gefahrenpiktogramm „GHS07“ verzichtet.
  - Muss mit dem Gefahrenpiktogramm „GHS05“ gekennzeichnet werden, so wird auf das Gefahrenpiktogramm „GHS07“ verzichtet für Haut- oder Augenreizung.
  - Muss mit dem Gefahrenpiktogramm „GHS08“ für Sensibilisierung der Atemwege gekennzeichnet werden, so wird auf das Gefahrenpiktogramm „GHS07“ verzichtet für Sensibilisierung der Haut oder Haut- und Augenreizung.
  - Muss mit dem Gefahrenpiktogramm „GHS02“ oder „GHS06“ gekennzeichnet werden, so ist die Verwendung des Gefahrenpiktogramms „GHS04“ optional.
2. Würde die Einstufung eines Stoffes oder Gemisches mehr als ein Gefahrenpiktogramm für die gleiche Gefahrenklasse nach sich ziehen, enthält das Kennzeichnungsetikett für jede betroffene Gefahrenklasse das Gefahrenpiktogramm, das der schwerwiegendsten Gefahrenkategorie zugeordnet ist.

### H-Statements
Die H-Statements folgen folgender Codierung:
- H2** – physikalische Gefahren
- H3** – Gesundheitsgefahren
- H4** – Umweltgefahren

Der erste Vorschlag für eine Codierung sah eine Kombination aus zwei Buchstaben und zwei Ziffern vor (HP**, HH**, HE**).
Die Einteilung in drei Gruppen basiert auf einem Vorschlag der CEFIC.

## Physikalische Gefahren

### Explosive Stoffe/Gemische und Erzeugnisse mit Explosivstoff
Zu dieser Klasse gehören (a) explosive Stoffe und Gemische, die durch chemische Reaktion Gase von solcher Temperatur oder Druck erzeugen können, dass sie Zerstörungen anrichten können, inklusive pyrotechnische Stoffe, auch wenn sie keine Gase entwickeln (b) Erzeugnisse mit Explosivstoffen und (c) Stoffe, Gemische und Erzeugnisse, die hergestellt werden, um eine Wirkung durch Explosion oder eine pyrotechnische Wirkung hervorzurufen.
| Gefahrenklasse                                                  | Kodierung Gefahrenklasse und -kategorie | Piktogramm | Signalwort | Gefahren- hinweis | entspricht im Gefahr- gut | entspricht RL 67/548/EWG (veraltet) |
| --------------------------------------------------------------- | --------------------------------------- | ---------- | ---------- | ----------------- | ------------------------- | ----------------------------------- |
| 2.1 Explosive Stoffe/Gemische und Erzeugnisse mit Explosivstoff | Unst. Expl.                             | GHS01      | Gefahr     | H200              | -                         | E R2/R3                             |
| 2.1 Explosive Stoffe/Gemische und Erzeugnisse mit Explosivstoff | Expl. 1.1                               | GHS01      | Gefahr     | H201              | Klasse 1.1                | E R2/R3                             |
| 2.1 Explosive Stoffe/Gemische und Erzeugnisse mit Explosivstoff | Expl. 1.2                               | GHS01      | Gefahr     | H202              | Klasse 1.2                | E R2/R3                             |
| 2.1 Explosive Stoffe/Gemische und Erzeugnisse mit Explosivstoff | Expl. 1.3                               | GHS01      | Gefahr     | H203              | Klasse 1.3                | E R2/R3                             |
| 2.1 Explosive Stoffe/Gemische und Erzeugnisse mit Explosivstoff | Expl. 1.4                               | GHS01      | Achtung    | H204              | Klasse 1.4                | E R2/R3                             |
| 2.1 Explosive Stoffe/Gemische und Erzeugnisse mit Explosivstoff | Expl. 1.5                               | –          | Gefahr     | H205              | Klasse 1.5                | E R2/R3                             |
| 2.1 Explosive Stoffe/Gemische und Erzeugnisse mit Explosivstoff | Expl. 1.6                               | –          | –          | –                 | Klasse 1.6                | E R2/R3                             |

1. ↑  Ausschlaggebend für die Einstufung ist auch die Art der Verpackung
2. ↑  für den Transport nicht zugelassen

### Entzündbare Gase
Diese Klasse umfasst Gase oder Gasgemische, die in Luft (bei 20 °C und einem Standarddruck von 101,3 kPa) einen Explosionsbereich haben. Dazu gehören selbstentzündliche (pyrophore) Gase, die dazu neigen, sich in Luft spontan bei einer Temperatur von 54 °C oder weniger zu entzünden, sowie chemisch instabile Gase, die auch ohne Luft oder Sauerstoff explosionsartig reagieren können. Aerosole gehören nicht in diese Klasse.
| Gefahrenklasse        | Unterkategorie          | Kodierung Gefahrenklasse und -kategorie | Kodierung Gefahrenklasse und -kategorie | Piktogramm | Signalwort | Gefahren- hinweis | entspricht im Gefahr- gut | entspricht RL 67/548/EWG (veraltet) |
| --------------------- | ----------------------- | --------------------------------------- | --------------------------------------- | ---------- | ---------- | ----------------- | ------------------------- | ----------------------------------- |
| 2.2. Entzündbares Gas |                         |                                         |                                         |            |            |                   |                           |                                     |
| 1A                    | Flam. Gas 1A            | Flam. Gas 1A                            | GHS02                                   | Gefahr     | H220       | Klasse 2          | F+ R12                    |                                     |
| 1A                    | Pyr. Gas pyrophore Gase | Pyr. Gas pyrophore Gase                 | GHS02                                   | Gefahr     | H220‐232   | -                 | -                         |                                     |
| 1A                    | Chemisch instabiles Gas | Chem. Unst. Gas A                       | GHS02                                   | Gefahr     | H220‐230   | -                 | -                         |                                     |
| 1A                    | Chemisch instabiles Gas | Chem. Unst. Gas B                       | GHS02                                   | Gefahr     | H220‐231   | -                 | -                         |                                     |
| 1B                    | Flam. Gas 1B            | Flam. Gas 1B                            | GHS02                                   | Gefahr     | H221       | Klasse 2          | F+ R12                    |                                     |
| 2                     | Flam. Gas 2             | Flam. Gas 2                             | –                                       | Achtung    | H221       | Klasse 2          | F+ R12                    |                                     |

1. ↑  Für „chemisch instabile Gase“ kann zusätzlich eine der Kategorien A oder B angegeben werden, ohne dass damit ein weiteres Piktogramm oder Signalwort verbunden wäre.

### Aerosole
Zu der Klasse der Aerosole gehören Aerosolverpackung, d. h. alle nicht nachfüllbare Behälter aus Metall, Glas oder Kunststoff, mit darin enthaltenen verdichteten, verflüssigten oder unter Druck gelösten Gasen, mit oder ohne Flüssigkeit, Paste oder Pulver, die mit einer Entnahmevorrichtung versehen sind. Durch die Entnahmevorrichtung ist es möglich, den Inhalt der Aerosolverpackung in Form von in Gas suspendierten festen oder flüssigen Partikeln (Schaum, Paste, Pulver) oder in flüssigem oder gasförmigem Zustand austreten zu lassen. Die Einstufung in die drei Kategorien erfolgt aufgrund der endzündbaren Eigenschaften zusammen mit der gemessenen Verbrennungswärme.
| Gefahrenklasse | Kodierung Gefahrenklasse und -kategorie | Piktogramm | Signalwort | Gefahren- hinweis | entspricht im Gefahr- gut | entspricht RL 67/548/EWG (veraltet) |
| -------------- | --------------------------------------- | ---------- | ---------- | ----------------- | ------------------------- | ----------------------------------- |
| 2.3. Aerosole  | Aerosol 1                               | GHS02      | Gefahr     | H222‐229          | Klasse 2                  | F/F+ R11/R12 oder kein Symbol R10   |
| 2.3. Aerosole  | Aerosol 2                               | GHS02      | Achtung    | H223‐229          | Klasse 2                  | F/F+ R11/R12 oder kein Symbol R10   |
| 2.3. Aerosole  | Aerosol 3                               | -          | Achtung    | H229              | -                         | -                                   |

1. ↑  Wegen unterschiedliche Kriterien keine direkte Umwandlung möglich

### Oxidierende Gase
In die Kategorie Oxidierende Gase sind alle Gase oder Gasgemische einzustufen, die die Verbrennung anderer Materialien durch Freisetzung von Sauerstoff eher verursachen oder begünstigen können als Luft (d. h. die Oxidationskraft liegt bei mehr als 23,5 %).
| Gefahrenklasse       | Kodierung Gefahrenklasse und -kategorie | Piktogramm | Signalwort | Gefahren- hinweis | entspricht im Gefahr- gut | entspricht RL 67/548/EWG (veraltet) |
| -------------------- | --------------------------------------- | ---------- | ---------- | ----------------- | ------------------------- | ----------------------------------- |
| 2.4 Oxidierende Gase | Ox. Gas 1                               | GHS03      | Gefahr     | H270              | Klasse 5.1                | O R8                                |

### Gase unter Druck
In diese Kategorie fallen alle Gase, die bei 20 °C in einem Behälter mit einem Überdruck von 200 kPa enthalten sind. Auch gelöste, verflüssigte, und verflüssigt und tiefgekühlte Gase sind in diese Kategorie einzuordnen.
| Gefahrenklasse       | Unterkategorie                  | Kodierung Gefahrenklasse und -kategorie | Piktogramm | Signalwort | Gefahren- hinweis | entspricht im Gefahr- gut | entspricht RL 67/548/EWG (veraltet) |
| -------------------- | ------------------------------- | --------------------------------------- | ---------- | ---------- | ----------------- | ------------------------- | ----------------------------------- |
| 2.5 Gase unter Druck | verdichtetes Gas                | Press. Gas (Comp.)                      | GHS04      | Achtung    | H280              | Klasse 2                  | keine Entsprechung                  |
| 2.5 Gase unter Druck | verflüssigtes Gas               | Press. Gas (Liq.)                       | GHS04      | Achtung    | H280              | Klasse 2                  | keine Entsprechung                  |
| 2.5 Gase unter Druck | tiefgekühltes verflüssigtes Gas | Press. Gas (Ref. Liq.)                  | GHS04      | Achtung    | H281              | Klasse 2                  | keine Entsprechung                  |
| 2.5 Gase unter Druck | gelöstes Gas                    | Press. Gas (Diss.)                      | GHS04      | Achtung    | H280              | Klasse 2                  | keine Entsprechung                  |

1. ↑  Neue Gefahrenklasse, bisherige Einstufung aufgrund anderer Eigenschaften

### Entzündbare Flüssigkeiten
In diese Klasse sind alle Flüssigkeiten mit einem Flammpunkt von maximal 60 °C (CLP), bzw. 93 °C (GHS) einzustufen. Die Einstufung in die verschiedenen Kategorien erfolgt anhand des Flammpunktes und des Siedepunktes.
| Gefahrenklasse                | Kodierung Gefahrenklasse und -kategorie | Piktogramm | Signalwort | Gefahren- hinweis | entspricht im Gefahr- gut | entspricht RL 67/548/EWG (veraltet) |
| ----------------------------- | --------------------------------------- | ---------- | ---------- | ----------------- | ------------------------- | ----------------------------------- |
| 2.6 Entzündbare Flüssigkeiten | Flam. Liq 1                             | GHS02      | Gefahr     | H224              | Klasse 3                  | F+ R12                              |
| 2.6 Entzündbare Flüssigkeiten | Flam. Liq. 2                            | GHS02      | Gefahr     | H225              | Klasse 3                  | F R11                               |
| 2.6 Entzündbare Flüssigkeiten | Flam. Liq. 3                            | GHS02      | Achtung    | H226              | Klasse 3                  | Kein Symbol R10                     |
| 2.6 Entzündbare Flüssigkeiten | Flam. Liq. 4                            | –          | Achtung    | H227              | Keine Entsprechung        | Keine Entsprechung                  |

1. ↑  Abweichungen in den Kriterien, Unterschiedliche Einstufung bei den Flammpunkten
2. ↑  Nur GHS, Flüssigkeiten mit einem Flammpunkt >60 °C und ≤93 °C, keine Umsetzung unter CLP
3. ↑  H227="Entzündliche Flüssigkeit"
4. ↑  Das US-amerikanische Gefahrgutrecht kennt dieses Kriterium.

### Entzündbare Feststoffe
In diese Klasse sind alle Feststoffe oder Gemische (pulverförmig, körning oder pastös) einzustufen, die leicht brennbar sind oder die durch Reibung einen Brand fördern oder verursachen können. Die Einstufungskriterien in die beiden Kategorien sind die Abbrandgeschwindigkeit, bzw. die Abbrandzeit. Aerosole dürfen nicht in diese Klasse eingestuft werden.
| Gefahrenklasse             | Kodierung Gefahrenklasse und -kategorie | Piktogramm | Signalwort | Gefahren- hinweis | entspricht im Gefahr- gut | entspricht RL 67/548/EWG (veraltet) |
| -------------------------- | --------------------------------------- | ---------- | ---------- | ----------------- | ------------------------- | ----------------------------------- |
| 2.7 Entzündbare Feststoffe | Flam. Sol. 1                            | GHS02      | Gefahr     | H228              | Klasse 4.1                | F R11                               |
| 2.7 Entzündbare Feststoffe | Flam. Sol. 2                            | GHS02      | Achtung    | H228              | Klasse 4.1                | F R11                               |

### Selbstzersetzliche Stoffe und Gemische
In diese Klasse sind flüssige oder feste, thermisch instabile Stoffe oder Gemische einzustufen, die sich auch in Abwesenheit von Sauerstoff (Luft) stark exotherm zersetzen können. Stoffe oder Gemische, die als explosive Stoffe/Gemische, als organische Peroxide oder als oxidierend einzustufen sind, fallen nicht in diese Klasse.
| Gefahrenklasse                             | Kodierung Gefahrenklasse und -kategorie | Piktogramm  | Signalwort | Gefahren- hinweis | entspricht im Gefahr- gut | entspricht RL 67/548/EWG (veraltet) |
| ------------------------------------------ | --------------------------------------- | ----------- | ---------- | ----------------- | ------------------------- | ----------------------------------- |
| 2.8 Selbstzersetzliche Stoffe und Gemische | Self-react A                            | GHS01       | Gefahr     | H240              | -                         | E R2/R3                             |
| 2.8 Selbstzersetzliche Stoffe und Gemische | Self-react B                            | GHS01 GHS02 | Gefahr     | H241              | Klasse 1 Klasse 4.1       | E R2/R3                             |
| 2.8 Selbstzersetzliche Stoffe und Gemische | Self-react CD                           | GHS02       | Gefahr     | H242              | Klasse 4.1                | F R10/R11/R12                       |
| 2.8 Selbstzersetzliche Stoffe und Gemische | Self-react EF                           | GHS02       | Achtung    | H242              | Klasse 4.1                | F R10/R11/R12                       |
| 2.8 Selbstzersetzliche Stoffe und Gemische | Self-react G                            | –           | –          | –                 | keine Entsprechung        | R10                                 |

1. ↑  Neue Gefahrenklasse, bisherige Einstufung aufgrund anderer Eigenschaften
2. ↑  für den Transport nicht zugelassen

### Pyrophore Flüssigkeiten
In die Klasse der pyrophoren (selbstentzündlichen) Flüssigkeiten sind Stoffe oder Gemische einzustufen, die, bei Kontakt mit der Luft, auch schon in kleinen Mengen dazu neigen, sich innerhalb von 5 Minuten zu entzünden. Erfolgt eine Entzündung erst bei größeren Mengen und nach längerer Zeit ist der Stoff in die Klasse der Selbsterhitzungsfähige Stoffe und Gemische einzustufen.
| Gefahrenklasse              | Kodierung Gefahrenklasse und -kategorie | Piktogramm | Signalwort | Gefahren- hinweis | entspricht im Gefahr- gut | entspricht RL 67/548/EWG (veraltet) |
| --------------------------- | --------------------------------------- | ---------- | ---------- | ----------------- | ------------------------- | ----------------------------------- |
| 2.9 Pyrophore Flüssigkeiten | Pyr. Liq. 1                             | GHS02      | Gefahr     | H250              | Klasse 4.2                | F R17                               |

### Pyrophore (selbstentzündliche) Feststoffe
Die Klasse der pyrophoren (selbstentzündlichen) Feststoffe umfasst feste Stoffe oder Gemische, die, auch schon in kleinen Mengen dazu neigen, sich bei Kontakt mit der Luft innerhalb von 5 Minuten zu entzünden. Erfolgt eine Entzündung erst bei größeren Mengen und nach längerer Zeit ist der Stoff in die Klasse der Selbsterhitzungsfähige Stoffe und Gemische einzustufen.
| Gefahrenklasse            | Kodierung Gefahrenklasse und -kategorie | Piktogramm | Signalwort | Gefahrenhinweis | entspricht im Gefahr- gut | entspricht RL 67/548/EWG (veraltet) |
| ------------------------- | --------------------------------------- | ---------- | ---------- | --------------- | ------------------------- | ----------------------------------- |
| 2.10 Pyrophore Feststoffe | Pyr. Sol. 1                             | GHS02      | Gefahr     | H250            | Klasse 4.2                | F R17                               |

### Selbsterhitzungsfähige Stoffe und Gemische
In die Klasse der selbsterhitzungsfähigen Stoffe und Gemische sind flüssige oder feste Stoffe und Gemische einzustufen, die nicht als pyrophore Flüssigkeiten oder Feststoffe eingestuft werden, die aber dazu neigen, sich ohne äußere Energiezufuhr bei Kontakt mit Luft zu erhitzen. Die Selbsterhitzung ist ein Prozess bei der durch langsame chemische Reaktion des Stoffes oder Gemisches mit Luft Wärme erzeugt wird. Im Gegensatz zu pyrophoren Flüssigkeiten oder Feststoffen entzünden sich Stoffe und Gemische in dieser Klasse nur in größeren Mengen (mehrere kg) und nach einem längeren Zeitraum (Stunden oder Tage), wenn die erzeugte Wärme größer ist, als die abgeführte Wärme.
| Gefahrenklasse                                  | Kodierung Gefahrenklasse und -kategorie | Piktogramm | Signalwort | Gefahren- hinweis | entspricht im Gefahr- gut | entspricht RL 67/548/EWG (veraltet) |
| ----------------------------------------------- | --------------------------------------- | ---------- | ---------- | ----------------- | ------------------------- | ----------------------------------- |
| 2.11 Selbsterhitzungsfähige Stoffe und Gemische | Self-heat. 1                            | GHS02      | Gefahr     | H251              | Klasse 4.2                | F R11 oder keine Entsprechung       |
| 2.11 Selbsterhitzungsfähige Stoffe und Gemische | Self-heat. 2                            | GHS02      | Achtung    | H252              | Klasse 4.2                | F R11 oder keine Entsprechung       |

1. ↑  Neue Gefahrenklasse, bisherige Einstufung aufgrund anderer Eigenschaften.

### Stoffe und Gemische, die in Berührung mit Wasser entzündbare Gase entwickeln
In diese Klasse sind feste oder flüssige Stoffe oder Gemische einzustufen, die dazu neigen, durch Reaktion mit Wasser entzündbare Gase in gefährlichen Mengen zu entwickeln oder sich spontan zu entzünden. Die Einstufung in die verschiedenen Kategorien erfolgt aufgrund der Reaktionsgeschwindigkeit mit Wasser bei Raumtemperatur.
| Gefahrenklasse                                                                    | Kodierung Gefahrenklasse und -kategorie | Piktogramm | Signalwort | Gefahren- hinweis | entspricht im Gefahr- gut | entspricht RL 67/548/EWG (veraltet) |
| --------------------------------------------------------------------------------- | --------------------------------------- | ---------- | ---------- | ----------------- | ------------------------- | ----------------------------------- |
| 2.12 Stoffe und Gemische, die in Berührung mit Wasser entzündbare Gase entwickeln | Water-react. 1                          | GHS02      | Gefahr     | H260              | Klasse 4.3                | F R15                               |
| 2.12 Stoffe und Gemische, die in Berührung mit Wasser entzündbare Gase entwickeln | Water-react. 2                          | GHS02      | Gefahr     | H261              | Klasse 4.3                | F R15                               |
| 2.12 Stoffe und Gemische, die in Berührung mit Wasser entzündbare Gase entwickeln | Water-react. 3                          | GHS02      | Achtung    | H261              | Klasse 4.3                | F R15                               |

### Oxidierende Flüssigkeiten
Diese Klasse umfasst flüssige Stoffe oder Gemische, die selbst nicht brennbar sein müssen, aber durch die Freisetzung von Sauerstoff einen Brand anderer Materialien auslösen oder unterstützen können. Die Einstufung in die drei Kategorien erfolgt aufgrund der Reaktivität gegenüber Cellulose als brennbares Material.
| Gefahrenklasse                 | Kodierung Gefahrenklasse und -kategorie | Piktogramm | Signalwort | Gefahren- hinweis | entspricht im Gefahr- gut | entspricht RL 67/548/EWG (veraltet) |
| ------------------------------ | --------------------------------------- | ---------- | ---------- | ----------------- | ------------------------- | ----------------------------------- |
| 2.13 Oxidierende Flüssigkeiten | Ox. Liq. 1                              | GHS03      | Gefahr     | H271              | Klasse 5.1                | O R8/R9                             |
| 2.13 Oxidierende Flüssigkeiten | Ox. Liq. 2                              | GHS03      | Gefahr     | H272              | Klasse 5.1                | O R8                                |
| 2.13 Oxidierende Flüssigkeiten | Ox. Liq. 3                              | GHS03      | Achtung    | H272              | Klasse 5.1                | O R8                                |

1. ↑  Keine Unterscheidung nach dem Aggregatzustand.

### Oxidierende Feststoffe
In diese Klasse sind feste Stoffe oder Gemische einzustufen, die selbst nicht brennbar sein müssen, aber durch die Freisetzung von Sauerstoff einen Brand anderer Materialien auslösen oder unterstützen können. Die Einstufung in die drei Kategorien erfolgt aufgrund der Reaktivität gegenüber Cellulose als brennbares Material.
| Gefahrenklasse              | Kodierung Gefahrenklasse und -kategorie | Piktogramm | Signalwort | Gefahren- hinweis | entspricht im Gefahr- gut | entspricht RL 67/548/EWG (veraltet) |
| --------------------------- | --------------------------------------- | ---------- | ---------- | ----------------- | ------------------------- | ----------------------------------- |
| 2.14 Oxidierende Feststoffe | Ox. Sol. 1                              | GHS03      | Gefahr     | H271              | Klasse 5.1                | O R8/R9                             |
| 2.14 Oxidierende Feststoffe | Ox. Sol. 2                              | GHS03      | Gefahr     | H272              | Klasse 5.1                | O R8                                |
| 2.14 Oxidierende Feststoffe | Ox. Sol. 3                              | GHS03      | Achtung    | H272              | Klasse 5.1                | O R8                                |

1. ↑  Keine Unterscheidung nach dem Aggregatzustand

Es gibt Produkte, die Gefahrgutklasse 5.1 klassifiziert sind, aber nach RL 67/548/EWG nicht mit O (R8) zu kennzeichnen sind. Die Ursache liegt in unterschiedlichen Prüfmethoden.
Die Prüfmethode der Einstufung für O ist ein reiner ja/nein-Test (Methode A.17). Die Prüfung der Klasse 5.1 und jetzt auch der Kategorie Ox. Sol. 1–3 wird nach Methode O.1 durchgeführt – dabei sind nun die Kategorien 1–3 identisch mit den Verpackungsgruppen der Gefahrgutklasse 5.1 identisch.

### Organische Peroxide
In die Klasse der organischen Peroxide sind organische, flüssige oder feste Stoffe einzustufen, die eine bivalente -O-O-Struktur enthalten. Sie können als Derivate des Wasserstoffperoxid angesehen werden, bei denen eines oder beide der Wasserstoffatome durch organische Radikale ersetzt wurden. Organische Peroxide sind thermisch instabile Stoffe oder Gemische, die einer selbstbeschleunigenden exothermen Zersetzung unterliegen können und/oder zur explosiven Zersetzung neigen, schnell brennen können, schlag- oder reibempfindlich sind und mit anderen Stoffen gefährlich reagieren. Die Klasse umfasst auch Gemische (Formulierungen) mit mindestens einem organischen Peroxid.
| Gefahrenklasse           | Kodierung Gefahrenklasse und -kategorie | Piktogramm  | Signalwort | Gefahren- hinweis | entspricht im Gefahr- gut | entspricht RL 67/548/EWG (veraltet) |
| ------------------------ | --------------------------------------- | ----------- | ---------- | ----------------- | ------------------------- | ----------------------------------- |
| 2.15 Organische Peroxide | Org. Perox. A                           | GHS01       | Gefahr     | H240              | -                         | E R8/R9                             |
| 2.15 Organische Peroxide | Org. Perox. B                           | GHS01 GHS02 | Gefahr     | H241              | Klasse 1 Klasse 5.2       | E R8/R9                             |
| 2.15 Organische Peroxide | Org. Perox. CD                          | GHS02       | Gefahr     | H242              | Klasse 5.2                | O R7                                |
| 2.15 Organische Peroxide | Org. Perox. EF                          | GHS02       | Achtung    | H242              | Klasse 5.2                | O R7                                |
| 2.15 Organische Peroxide | Org. Perox. G                           | –           | –          | –                 | Keine Entsprechung        | O R7                                |

1. ↑  für den Transport nicht zugelassen

### Korrosiv gegenüber Metallen
Diese Klasse umfasst Stoffe und Gemische, die korrosiv auf Metallen sind, d. h. chemisch auf sie einwirken und dadurch beschädigen oder sogar zerstören können.
| Gefahrenklasse                                                 | Kodierung Gefahrenklasse und -kategorie | Piktogramm | Signalwort | Gefahren- hinweis | entspricht im Gefahr- gut | entspricht RL 67/548/EWG (veraltet) |
| -------------------------------------------------------------- | --------------------------------------- | ---------- | ---------- | ----------------- | ------------------------- | ----------------------------------- |
| 2.16 Stoffe und Gemische, die gegenüber Metallen korrosiv sind | Met. Corr. 1                            | GHS05      | Achtung    | H290              | Klasse 8                  | keine Entsprechung                  |

1. ↑  Neue Gefahrenklasse, bisherige Einstufung aufgrund anderer Eigenschaften.

### Desensibilisierte explosive Stoffe/Gemische
In diese Klasse sind alle explosiven Stoffe und Gemische einzustufen die phlegmatisiert sind und dadurch nicht mehr in die Klasse Explosive Stoffe/Gemische und Erzeugnisse mit Explosivstoff einzuordnen sind. Durch die Phlegmatisierung werden die explosiven Eigenschaften so unterdrückt, dass es zu keiner Massenexplosion kommen kann und sie nicht schnell abbrennen können. Die Klasse umfasst sowohl feste als auch flüssige desensibilisierte explosive Stoffe und Gemische. Die Einstufung in die drei Kategorien erfolgt aufgrund der Abbrandgeschwindigkeit.
| Gefahrenklasse                                   | Kodierung Gefahrenklasse und -kategorie | Piktogramm | Signalwort | Gefahren- hinweis | entspricht im Gefahr- gut | entspricht RL 67/548/EWG (veraltet) |
| ------------------------------------------------ | --------------------------------------- | ---------- | ---------- | ----------------- | ------------------------- | ----------------------------------- |
| 2.17 Desensibilisierte explosive Stoffe/Gemische | Desens. Expl. 1                         | GHS02      | Gefahr     | H206              | Klasse 4.1                | F R1/R11                            |
| 2.17 Desensibilisierte explosive Stoffe/Gemische | Desens. Expl. 2                         | GHS02      | Gefahr     | H207              | Klasse 4.1                | F R1/R11                            |
| 2.17 Desensibilisierte explosive Stoffe/Gemische | Desens. Expl. 3                         | GHS02      | Achtung    | H207              | Klasse 4.1                | F R1/R11                            |
| 2.17 Desensibilisierte explosive Stoffe/Gemische | Desens. Expl. 4                         | GHS02      | Achtung    | H208              | Klasse 4.1                | F R1/R11                            |

1. ↑  Neue Gefahrenklasse, bisherige Einstufung aufgrund anderer Eigenschaften

## Gesundheitsgefahren

### Akute Toxizität
Die Klasse umfasst Stoffe und Gemische, bei denen bereits bei einmaliger oder kurzfristiger oralen, dermalen oder inhalativen Exposition schwerwiegende schädliche Wirkungen auf die Gesundheit, d. h. Letalität auftreten. Die Klasse wird differenziert nach oraler, demaler und inhalativer Toxizität. Die Einstufung in die vier (CLP), bzw. fünf (GHS) Gefahrenkategorien erfolgt über einen abgeleiteten/errechneten Schätzwert Akuter Toxizität (Acute Toxicity Estimates – ATE), welcher z. B. auf dem LD50- oder LC50-Wert basiert.
| Gefahrenklasse       | Kodierung Gefahrenklasse und -kategorie | Piktogramm | Signalwort | Gefahren- hinweis                    | entspricht im Gefahr- gut | entspricht RL 67/548/EWG (veraltet) |
| -------------------- | --------------------------------------- | ---------- | ---------- | ------------------------------------ | ------------------------- | ----------------------------------- |
| 3. 1 Akute Toxizität | Acute Tox. 1                            | GHS06      | Gefahr     | oral H300 dermal H310 inhalativ H330 | Klasse 6.1                | T+/T R23/R24/R25 R26/R27/R28        |
| 3. 1 Akute Toxizität | Acute Tox. 2                            | GHS06      | Gefahr     | oral H300 dermal H310 inhalativ H330 | Klasse 6.1                | T+/T R23/R24/R25 R26/R27/R28        |
| 3. 1 Akute Toxizität | Acute Tox. 3                            | GHS06      | Gefahr     | oral H301 dermal H311 inhalativ H331 | Klasse 6.1                | T Xn R20/R21/R22                    |
| 3. 1 Akute Toxizität | Acute Tox. 4                            | GHS07      | Achtung    | oral H302 dermal H312 inhalativ H332 | keine Entsprechung        | T Xn R20/R21/R22                    |
| 3. 1 Akute Toxizität | Acute Tox. 5                            | –          | Achtung    | oral H303 dermal H313 inhalativ H333 | keine Entsprechung        | keine Entsprechung                  |

1. ↑  Unterschiedliche Einstufungswerte für LD50 lassen in diesem Bereich keine direkte Umwandlung zu.
2. ↑  Nur GHS, Stoffe mit einem LD50 > 2000 mg/kg ≤5000 mg/kg, keine Umsetzung unter CLP
3. ↑  H303="Gesundheitsschädlich beim Verschlucken"
4. ↑  H313="Gesundheitsschädlich bei Berührung mit der Haut"
5. ↑  H333="Gesundheitsschädlich beim Einatmen"

### Ätzwirkung auf die Haut/Hautreizung
Diese Klasse umfasst Stoffe oder Gemische, die nach Exposition (a) eine Ätzwirkung auf die Haut/eine irreversiblen Hautschädigung, d. h. einer offensichtlichen, durch die Epidermis bis in die Dermis reichenden Nekrose oder (b) eine Hautreizung, d. h. eine reversible Hautschädigung erzeugen.
| Gefahrenklasse                           | Kodierung Gefahrenklasse und -kategorie | Piktogramm | Signalwort | Gefahren- hinweis | entspricht im Gefahr- gut | entspricht RL 67/548/EWG (veraltet) |
| ---------------------------------------- | --------------------------------------- | ---------- | ---------- | ----------------- | ------------------------- | ----------------------------------- |
| 3. 2 Ätzwirkung auf die Haut/Hautreizung | Skin Corr. 1                            | GHS05      | Gefahr     | H314              | Klasse 8                  | keine Entsprechung                  |
| 3. 2 Ätzwirkung auf die Haut/Hautreizung | Skin Corr. 1A                           | GHS05      | Gefahr     | H314              | Klasse 8                  | C R35                               |
| 3. 2 Ätzwirkung auf die Haut/Hautreizung | Skin Corr. 1B                           | GHS05      | Gefahr     | H314              | Klasse 8                  | C R35                               |
| 3. 2 Ätzwirkung auf die Haut/Hautreizung | Skin Corr. 1C                           | GHS05      | Gefahr     | H314              | Klasse 8                  | C R34                               |
| 3. 2 Ätzwirkung auf die Haut/Hautreizung | Skin Irrit. 2                           | GHS07      | Achtung    | H315              | keine Entsprechung        | Xi R38                              |
| 3. 2 Ätzwirkung auf die Haut/Hautreizung | Skin Irrit. 3                           | –          | Achtung    | H316              | keine Entsprechung        | keine Entsprechung                  |

1. ↑  Die Gefahren „Xi, R36 – Reizt die Augen“ und „Xi, R37 – Reizt die Atemwege“ finden sich in anderen Gefahrenklassen wieder.
2. ↑  Nur GHS, keine Umsetzung unter CLP
3. ↑  H316="Verursacht Hautreizungen"

### Schwere Augenschädigung/Augenreizung
In diese Klasse werden Stoffe und Gemische eingestuft, die nach Exposition (a) eine nicht vollständig reversible, schwere Augenschädigung/Gewebeschäden im Auge oder eine schwerwiegende Verschlechterungen des Sehvermögens, oder (b) eine vollständig reversible Augenreizung/Veränderungen ergeben.
| Gefahrenklasse                            | Kodierung Gefahrenklasse und -kategorie | Piktogramm | Signalwort | Gefahrenhinweis | entspricht im Gefahr- gut | entspricht nach RL 67/548/EWG |
| ----------------------------------------- | --------------------------------------- | ---------- | ---------- | --------------- | ------------------------- | ----------------------------- |
| 3.3 Schwere Augenschädigung/ Augenreizung | Eye Dam. 1                              | GHS05      | Gefahr     | H318            | keine Entsprechung        | Xi R41                        |
| 3.3 Schwere Augenschädigung/ Augenreizung | Eye Irrit. 2                            | GHS07      | Achtung    | H319            | keine Entsprechung        | Xi R36                        |
| 3.3 Schwere Augenschädigung/ Augenreizung | Eye Irrit. 2B                           | –          | Achtung    | H320            | Keine Entsprechung        | Keine Entsprechung            |

1. ↑  Nur GHS, keine Umsetzung unter CLP
2. ↑  H320="augenreizend"

### Sensibilisierung der Haut oder der Atemwege
Diese Klasse umfasst Stoffe und Gemische, die (a) nach dem Einatmen eine Sensibilisierung/Überempfindlichkeit der Atemwege, oder (b) nach einem Hautkontakt eine Sensibilisierung/allergische Reaktion der Haut erzeugen. Die Sensibilisierung erfolgt in zwei Phasen: Nach der ersten Exposition entwickelt sich gegenüber dem Allergen ein spezielles immunologisches Gedächtnis (Induktion). Bei erneuter Exposition kommt es dann zu einer zell- oder antikörpervermittelten allergischen Reaktion.
| 3.4 Sensibilisierung der Atemwege | Resp. Sens. 1 | GHS08 | Gefahr  | H334 | keine Entsprechung | Xn R42 |
| 3.4 Sensibilisierung der Haut     | Skin Sens. 1  | GHS07 | Achtung | H317 | keine Entsprechung | Xi R43 |

1. ↑  Mit der Verordnung (EG) 286/2011 vom 10. März 2011 können allergene Stoffe bei entsprechender Datenlage verfeinert untergliedert werden:
  - 1A Starkes Allergen
  - 1B Sonstiges Allergen

Für die Einstufung von Stoffen hat dies keine direkte Auswirkung. Jedoch bei der Einstufung von Gemischen gelten für die Unterkategorien unterschiedliche Grenzwerte für die Einstufung.

### Keimzellmutagenität
In diese Klasse sind Stoffe und Gemische einzustufen, die bei Exposition Keimzellmutagenität, d. h. vererbbare Genmutationen, inklusive strukturelle oder numerische Chromosomenaberrationen in Keimzellen, auslösen können. Die Begriffe „mutagen/keimzellmutagen“ und „Mutagen“ werden verwendet, wenn ein Stoff/Gemisch zu einer gesteigerten Mutationshäufigkeit in Populationen von Zellen und/oder Organismen führt. Die Einstufung in die Kategorie 1 erfolgt bei Stoffen, die bekanntermaßen mutagen wirken, aufgrund von in epidemiologischen Studien nachgewiesenen positiven Befunden beim Menschen (1A) oder positiven In-vivo-Prüfungen bei Säugetieren (1B). In Kategorie 2 sind die Stoffe einzustufen, die möglicherweise Mutationen auslösen können und im Tierversuch positive Befunde zeigen.
| Gefahrenklasse           | Kodierung Gefahrenklasse und -kategorie | Piktogramm | Signalwort | Gefahrenhinweis | entspricht im Gefahr- gut | entspricht nach RL 67/548/EWG |
| ------------------------ | --------------------------------------- | ---------- | ---------- | --------------- | ------------------------- | ----------------------------- |
| 3.5 Keimzell-Mutagenität | Muta. 1A                                | GHS08      | Gefahr     | H340            | keine Entsprechung        | T muta. Kat 1 R46             |
| 3.5 Keimzell-Mutagenität | Muta. 1B                                | GHS08      | Gefahr     | H340            | keine Entsprechung        | T muta. Kat 2 R46             |
| 3.5 Keimzell-Mutagenität | Muta. 2                                 | GHS08      | Achtung    | H341            | keine Entsprechung        | Xn muta. Kat 3 R68            |

### Karzinogenität
In diese Klasse sind Stoffe und Gemische einzustufen, wenn sie bei Exposition karzinogen wirken oder die Inzidenzen für Krebs erhöhen. Die Einstufung in die Kategorie 1 erfolgt bei Stoffen, die bekanntermaßen karzinogen wirken, aufgrund nachgewiesener positiver Befunde beim Menschen (1A) oder positiver In-vivo-Prüfungen bei Säugetieren (1B). In Kategorie 2 sind die Stoffe einzustufen, die aufgrund von Studien am Menschen und/oder Tier in Verdacht stehen eine karzinogene Wirkung auf den Menschen zu haben.
| Gefahrenklasse     | Kodierung Gefahrenklasse und -kategorie | Piktogramm | Signalwort | Gefahrenhinweis | entspricht im Gefahr- gut | entspricht nach RL 67/548/EWG |
| ------------------ | --------------------------------------- | ---------- | ---------- | --------------- | ------------------------- | ----------------------------- |
| 3.6 Karzinogenität | Carc. 1A                                | GHS08      | Gefahr     | H350            | keine Entsprechung        | T carc. Kat 1 R45/R49         |
| 3.6 Karzinogenität | Carc. 1B                                | GHS08      | Gefahr     | H350            | keine Entsprechung        | T carc. Kat 2 R45/R49         |
| 3.6 Karzinogenität | Carc. 2                                 | GHS08      | Achtung    | H351            | keine Entsprechung        | Xn carc. Kat 3 R40            |

### Reproduktionstoxizität
Diese Klasse umfasst Stoffe und Gemische, die reproduktionstoxisch wirken, d. h. es nach einer Exposition zu einer Beeinträchtigung der Sexualfunktion oder der Fruchtbarkeit bei Mann und Frau kommt. Auch Stoffe/Gemische, die zu Entwicklungsschäden bei den Nachkommen führen (Entwicklungstoxizität) oder die Laktation beeinflussen, gehören in diese Klasse. Stoffe/Gemische, die nachgewiesenermaßen reproduktionstoxisch sind, sind in die Kategorie 1, die vermutlich reproduktionstoxisch sind, in Kategorie 2 einzustufen.
| Gefahrenklasse             | Kodierung Gefahrenklasse und -kategorie | Piktogramm | Signalwort | Gefahrenhinweis | entspricht im Gefahr- gut | entspricht nach RL 67/548/EWG |
| -------------------------- | --------------------------------------- | ---------- | ---------- | --------------- | ------------------------- | ----------------------------- |
| 3.7 Reproduktionstoxizität | Repr. 1A                                | GHS08      | Gefahr     | H360            | keine Entsprechung        | T repr. Kat 1 R60/R61         |
| 3.7 Reproduktionstoxizität | Repr. 1B                                | GHS08      | Gefahr     | H360            | keine Entsprechung        | T repr. Kat 2 R60/R61         |
| 3.7 Reproduktionstoxizität | Repr. 2                                 | GHS08      | Achtung    | H361            | keine Entsprechung        | Xn repr. Kat 3 R62/R63        |
| 3.7 Reproduktionstoxizität | Lact.                                   | –          | –          | H362            | keine Entsprechung        | R64                           |

### Spezifische Zielorgan-Toxizität (einmalige Exposition)
In diese Klasse werden alle Stoffe und Gemische eingestuft, bei denen nach einer einmaliger Exposition eine spezifische, nichtletale toxische Wirkung auf Zielorgane auftritt. Dies umfasst alle eindeutigen Auswirkungen auf die Gesundheit, die unmittelbar und/oder verzögert auftreten, und die die Körperfunktionen reversibel oder irreversibel beeinträchtigen können. Ausgeschlossen sind die Stoffe/Gemische die ausdrücklich in den Abschnitten 3.1 bis 3.7 und 3.10 behandelt werden.
| Gefahrenklasse                                             | Kodierung Gefahrenklasse und -kategorie | Piktogramm | Signalwort | Gefahrenhinweis | entspricht im Gefahr- gut | entspricht nach RL 67/548/EWG |
| ---------------------------------------------------------- | --------------------------------------- | ---------- | ---------- | --------------- | ------------------------- | ----------------------------- |
| 3.8 Spezifische Zielorgan-Toxizität (einmalige Exposition) | STOT SE 1                               | GHS08      | Gefahr     | H370            | keine Entsprechung        | T R39                         |
| 3.8 Spezifische Zielorgan-Toxizität (einmalige Exposition) | STOT SE 2                               | GHS08      | Achtung    | H371            | keine Entsprechung        | Xn R68                        |
| 3.8 Spezifische Zielorgan-Toxizität (einmalige Exposition) | STOT SE 3                               | GHS07      | Achtung    | H335 oder H336  | keine Entsprechung        | Xi R37 R67                    |

1. ↑  spezifische Zielorgan-Toxizität — einmalige Exposition
2. ↑  In Verbindung mit R26/R27/R28 bzw. R23/R24/R25
3. ↑  In Verbindung mit R20/R21/R22

### Spezifische Zielorgan-Toxizität (wiederholte Exposition)
In diese Klasse werden alle Stoffe und Gemische eingestuft, bei denen nach einer wiederholten Exposition eine spezifische, toxische Wirkung auf Zielorgane auftritt. Dies umfasst alle erheblichen Auswirkungen auf die Gesundheit, die unmittelbar und/oder verzögert auftreten, und die die Körperfunktionen reversibel oder irreversibel beeinträchtigen können. Ausgeschlossen sind die Stoffe/Gemische die ausdrücklich in den Abschnitten 3.1 bis 3.8 und 3.10 behandelt werden.
| Gefahrenklasse                                               | Kodierung Gefahrenklasse und -kategorie | Piktogramm | Signalwort | Gefahrenhinweis | entspricht im Gefahr- gut | entspricht nach RL 67/548/EWG |
| ------------------------------------------------------------ | --------------------------------------- | ---------- | ---------- | --------------- | ------------------------- | ----------------------------- |
| 3.9 Spezifische Zielorgan-Toxizität (wiederholte Exposition) | STOT RE 1                               | GHS08      | Gefahr     | H372            | keine Entsprechung        | T R48                         |
| 3.9 Spezifische Zielorgan-Toxizität (wiederholte Exposition) | STOT RE 2                               | GHS08      | Achtung    | H373            | keine Entsprechung        | Xn R48 R33                    |

1. ↑  spezifische Zielorgan-Toxizität — wiederholte Exposition
2. ↑  In Verbindung mit R23/R24/R25
3. ↑  In Verbindung mit R20/R21/R22

### Aspirationsgefahr
Diese Klasse umfasst Stoffe und Gemische nach deren Aspiration schwerwiegende akute Wirkungen, etwa durch die Chemikalien hervorgerufene Pneumonie, Lungenschädigungen oder Tod nach Aspiration auftreten können.
| Gefahrenklasse         | Kodierung Gefahrenklasse und -kategorie | Piktogramm | Signalwort | Gefahrenhinweis | entspricht im Gefahr- gut | entspricht nach RL 67/548/EWG |
| ---------------------- | --------------------------------------- | ---------- | ---------- | --------------- | ------------------------- | ----------------------------- |
| 3.10 Aspirationsgefahr | Asp. Tox. 1                             | GHS08      | Gefahr     | H304            | keine Entsprechung        | Xn R65                        |
| 3.10 Aspirationsgefahr | Asp. Tox 2                              | GHS08      | Achtung    | H305            | keine Entsprechung        | keine Entsprechung            |

1. ↑  Diese Gefahrenklasse wird in China unter GHS nicht umgesetzt
2. ↑  Nur GHS, keine Umsetzung unter CLP
3. ↑  H305="Kann bei Verschlucken und Eindringen in die Atemwege schädlich sein"

### Endokrine Disruption mit Wirkung auf die menschliche Gesundheit
In diese Klasse sind Stoffe und Gemische einzuordnen die als endokriner Disruptor auf den Menschen wirken, d. h. eine oder mehrere Funktion(en) des Hormonsystems verändern und dadurch in einem intakten Organismus, seiner Nachkommenschaft, Populationen oder Teilpopulationen schädliche Wirkungen auslösen.
| Gefahrenklasse                                                       | Kodierung Gefahrenklasse und -kategorie | Piktogramm | Signalwort | Gefahrenhinweis | entspricht im Gefahr- gut | entspricht nach RL 67/548/EWG |
| -------------------------------------------------------------------- | --------------------------------------- | ---------- | ---------- | --------------- | ------------------------- | ----------------------------- |
| 3.11 Endokrine Disruption mit Wirkung auf die menschliche Gesundheit | ED HH 1                                 |            | Gefahr     | EUH380          | keine Entsprechung        | keine Entsprechung            |
| 3.11 Endokrine Disruption mit Wirkung auf die menschliche Gesundheit | ED HH 2                                 |            | Achtung    | EUH381          | keine Entsprechung        | keine Entsprechung            |

Eine Einstufung/Kennzeichnung als Endokriner Disruptor mit Wirkung auf die menschliche Gesundheit gemäß der Tabelle muss für Stoffe spätestens zum 1. Mai 2025 erfolgen. Für Stoffe, die vor dem 1. Mai 2025 in Verkehr gebracht werden, ist eine Einstufung/Kennzeichnung vor dem 1. November 2026 nicht erforderlich. Gemische sind spätestens ab dem 1. Mai 2026 zu kennzeichnen. Für Gemische, die vor dem 1. Mai 2026 in Verkehr gebracht wurden, ist eine Kennzeichnung vor dem 1. Mai 2028 nicht erforderlich.

## Umweltgefahren

### Gewässergefährdend
In diese Klasse werden Stoffe und Gemische eingestuft, die kurzfristig oder langfristig Wasserorganismen schädigen. Die Einstufung hängt von der Verfügbarkeit (Ausmaß der Löslichkeit oder bei Salzen, Bildung einer dissoziierten Spezies), der Bioverfügbarkeit (Ausmaß, in dem ein Stoff von einem Organismus resorbiert und im Organismus verteilt wird), der Bioakkumulation (Summe aus Aufnahme, Umwandlung und Ausscheidung eines Stoffes in einem Organismus) und der Abbaubarkeit ab.
Als kurzfristig (akut) gewässergefährdend werden Stoffe und Gemische eingestuft, die die intrinsische Eigenschaft haben, einen Wasserorganismus bei kurzfristiger aquatischer Exposition zu schädigen. Die Einstufung in die einzelnen Kategorien erfolgt anhand der Letalen Konzentration (LC50 und EC50). Als langfristig (chronisch) gewässergefährdend werden Stoffe und Gemische eingestuft, die die intrinsische Eigenschaft haben, im Verlauf von aquatischen Expositionen, die im Verhältnis zum Lebenszyklus des Organismus bestimmt werden, schädliche Wirkungen bei Wasserorganismen hervorzurufen. Die Kategorien unterscheiden sich in ihren LC50-, EC50- und NOEC-Grenzwerten.
| Gefahrenklasse                   | Kodierung Gefahrenklasse und -kategorie | Piktogramm | Signalwort | Gefahrenhinweis | entspricht im Gefahr- gut | entspricht nach RL 67/548/EWG |
| -------------------------------- | --------------------------------------- | ---------- | ---------- | --------------- | ------------------------- | ----------------------------- |
| 4.1 akut gewässergefährdend      | Aquatic Acute 1                         | GHS09      | Achtung    | H400            | [ Anm. 2 ]                | N R50                         |
| 4.1 akut gewässergefährdend      | Aquatic Acute 2                         | –          | –          | H401            | keine Entsprechung        | keine Entsprechung            |
| 4.1 akut gewässergefährdend      | Aquatic Acute 3                         | –          | –          | H402            | keine Entsprechung        | R52                           |
| 4.1 chronisch gewässergefährdend | Aquatic Chronic 1                       | GHS09      | Achtung    | H410            | [ Anm. 8 ]                | N R50/53                      |
| 4.1 chronisch gewässergefährdend | Aquatic Chronic 2                       | GHS09      | –          | H411            | [ Anm. 8 ]                | N R51/53                      |
| 4.1 chronisch gewässergefährdend | Aquatic Chronic 3                       | –          | –          | H412            | keine Entsprechung        | R52/53                        |
| 4.1 chronisch gewässergefährdend | Aquatic Chronic 4                       | –          | –          | H413            | keine Entsprechung        | R52 R53                       |

1. ↑  Zusätzlich erfolgt die Angabe eines M-Faktors
2. ↑  Bei Gütern, die nur „umweltgefährlich“ sind, werden beide Gefahrenzettel verwendet, bei Gütern mit der Nebengefahr „umweltgefährlich“ wird der Gefahrenzettel Nr. 9 nicht verwendet.
3. ↑  Nur GHS L(E)C50 >1 und ≤10, keine Umsetzung unter CLP
4. ↑  H401="Giftig für Wasserorganismen"
5. ↑  R51 gab es nur in Kombination mit R53
6. ↑  Nur GHS L(E)C50 >10 und ≤100, keine Umsetzung unter CLP
7. ↑  H402="Schädlich für Wasserorganismen"
8. ↑  Bei Gütern, die nur „umweltgefährlich“ sind, werden beide Gefahrenzettel verwendet, bei Gütern mit der Nebengefahr „umweltgefährlich“ wird der Gefahrenzettel Nr. 9 nicht verwendet.

### Endokrine Disruption mit Wirkung auf die Umwelt
In diese Klasse sind Stoffe und Gemische einzuordnen, die als endokriner Disruptor in der Umwelt wirken, d. h. eine oder mehrere Funktion(en) des Hormonsystems verändern und dadurch in einem intakten Organismus, seiner Nachkommenschaft, Populationen oder Teilpopulationen schädliche Wirkungen auslösen. In die Kategorie 1 sind die Stoffe/Gemische einzustufen, die bekanntermaßen oder vermeintlich als endokriner Disruptor wirken. Die Kategorie 2 umfasst Stoffe, die im Verdacht stehen, endokrine Disruptoren zu sein.
| Gefahrenklasse                                      | Kodierung Gefahrenklasse und -kategorie | Piktogramm | Signalwort | Gefahrenhinweis | entspricht im Gefahr- gut | entspricht nach RL 67/548/EWG |
| --------------------------------------------------- | --------------------------------------- | ---------- | ---------- | --------------- | ------------------------- | ----------------------------- |
| 4.2 Endokrine Disruption mit Wirkung auf die Umwelt | ED ENV 1                                |            | Gefahr     | EUH430          | keine Entsprechung        | keine Entsprechung            |
| 4.2 Endokrine Disruption mit Wirkung auf die Umwelt | ED ENV 2                                |            | Achtung    | EUH431          | keine Entsprechung        | keine Entsprechung            |

Eine Einstufung/Kennzeichnung als Endokriner Disruptor mit Wirkung auf die Umwelt gemäß der Tabelle muss für Stoffe spätestens zum 1. Mai 2025 erfolgen. Für Stoffe, die bereits vor dem 1. Mai 2025 in Verkehr gebracht werden, ist eine Einstufung/Kennzeichnung vor dem 1. November 2026 nicht erforderlich. Gemische sind spätestens ab dem 1. Mai 2026 zu kennzeichnen. Für Gemische, die vor dem 1. Mai 2026 in Verkehr gebracht wurden, ist eine Kennzeichnung vor dem 1. Mai 2028 nicht erforderlich.

### Persistente, bioakkumulierbare und toxische Eigenschaften oder sehr persistente und sehr bioakkumulierbare Eigenschaften
In diese Klasse werden alle Stoffe und Gemische eingestuft, die die Einstufungskriterien (a) als persistent, bioakkumulierbar und toxisch („PBT-Stoff“) oder (b) als sehr persistent und sehr bioakkumulierbar („vPvB-Stoff“) erfüllen. Das Kriterium für persistent/sehr persistent ist die Abbau-Halbwertszeit in Meerwasser und -sediment, Süßwasser und -sediment, Flussmündungswasser und -sediment, sowie im Boden.
| Gefahrenklasse | Kodierung Gefahrenklasse und -kategorie | Piktogramm | Signalwort | Gefahrenhinweis | entspricht im Gefahr- gut | entspricht nach RL 67/548/EWG |
| --- | --------------------------------------- | ---------- | ---------- | --------------- | ------------------------- | ----------------------------- |
| 4.3 Persistente, bioakkumulierbare und toxische Eigenschaften oder sehr persistente und sehr bioakkumulierbare Eigenschaften | PBT                                     |            | Gefahr     | EUH440          | keine Entsprechung        | keine Entsprechung            |
| 4.3 Persistente, bioakkumulierbare und toxische Eigenschaften oder sehr persistente und sehr bioakkumulierbare Eigenschaften | vPvB                                    |            | Gefahr     | EUH441          | keine Entsprechung        | keine Entsprechung            |

Eine Einstufung/Kennzeichnung mit PBT oder vPvB muss für Stoffe spätestens zum 1. Mai 2025 erfolgen. Für Stoffe, die bereits vor dem 1. Mai 2025 in Verkehr gebracht werden, ist eine Einstufung/Kennzeichnung vor dem 1. November 2026 nicht erforderlich. Gemische sind spätestens ab dem 1. Mai 2026 zu kennzeichnen. Für Gemische, die vor dem 1. Mai 2026 in Verkehr gebracht wurden, ist eine Kennzeichnung vor dem 1. Mai 2028 nicht erforderlich.

### Persistente, mobile und toxische Eigenschaften oder sehr persistente, sehr mobile Eigenschaften
Diese Klasse umfasst Stoffe und Gemische, die die Einstufungskriterien (a) als persistent, mobil und toxisch („PMT-Stoff“) oder (b) als sehr persistent und sehr mobil („vPvM-Stoff“) erfüllen. Das Kriterium für persistent/sehr persistent ist die Abbau-Halbwertszeit in Meerwasser und -sediment, Süßwasser und -sediment, Flussmündungswasser und -sediment, sowie im Boden. Ein Stoff/Gemisch wird als mobil eingestuft, wenn der Zehnerlogarithmus des Verteilungskoeffizienten organischer Kohlenstoff/Wasser log KOC kleiner 3, und als sehr mobil, wenn der log KOC kleiner 2 ist.
| Gefahrenklasse                                                                                      | Kodierung Gefahrenklasse und -kategorie | Piktogramm | Signalwort | Gefahrenhinweis | entspricht im Gefahr- gut | entspricht nach RL 67/548/EWG |
| --------------------------------------------------------------------------------------------------- | --------------------------------------- | ---------- | ---------- | --------------- | ------------------------- | ----------------------------- |
| 4.4 Persistente, mobile und toxische Eigenschaften oder sehr persistente, sehr mobile Eigenschaften | PMT                                     |            | Gefahr     | EUH450          | keine Entsprechung        | keine Entsprechung            |
| 4.4 Persistente, mobile und toxische Eigenschaften oder sehr persistente, sehr mobile Eigenschaften | vPvM                                    |            | Gefahr     | EUH451          | keine Entsprechung        | keine Entsprechung            |

Eine Einstufung/Kennzeichnung mit PMT oder vPvM muss für Stoffe spätestens zum 1. Mai 2025 erfolgen. Für Stoffe, die bereits vor dem 1. Mai 2025 in Verkehr gebracht werden, ist eine Einstufung/Kennzeichnung vor dem 1. November 2026 nicht erforderlich. Gemische sind spätestens ab dem 1. Mai 2026 zu kennzeichnen. Für Gemische, die vor dem 1. Mai 2026 in Verkehr gebracht wurden, ist eine Kennzeichnung vor dem 1. Mai 2028 nicht erforderlich. 

## Weitere Umweltgefahren

### Die Ozonschicht schädigend
Diese Klasse umfasst Stoffe, die aufgrund ihrer nachgewiesenen Eigenschaften sowie des erwarteten oder beobachteten Verbleibs bzw. des erwarteten oder beobachtetes Verhalten in der Umwelt eine Gefahr für die Struktur bzw. die Funktionsweise der stratosphärischen Ozonschicht darstellen können. Dazu gehören die Stoffe, die in Anhang I der Verordnung (EG) Nr. 1005/2009 des Europäischen Parlaments und des Rates vom 16. September 2009 über Stoffe, die zum Abbau der Ozonschicht führen, aufgeführt werden. Gemische sind in diese Klasse einzustufen, wenn sie Stoffe dieser Klasse in der Konzentration von 0,1 % oder mehr enthalten.
| Gefahrenklasse                 | Kodierung Gefahrenklasse und -kategorie | Piktogramm | Signalwort | Gefahrenhinweis | entspricht im Gefahr- gut | entspricht nach RL 67/548/EWG |
| ------------------------------ | --------------------------------------- | ---------- | ---------- | --------------- | ------------------------- | ----------------------------- |
| 5.1 die Ozonschicht schädigend | Ozone 1                                 | GHS07      | Achtung    | H420            | keine Entsprechung        | N R59                         |